# Pseudolophia sumatrensis
Pseudolophia sumatrensis là một loài bọ cánh cứng trong họ Cerambycidae.